# Howard Scott

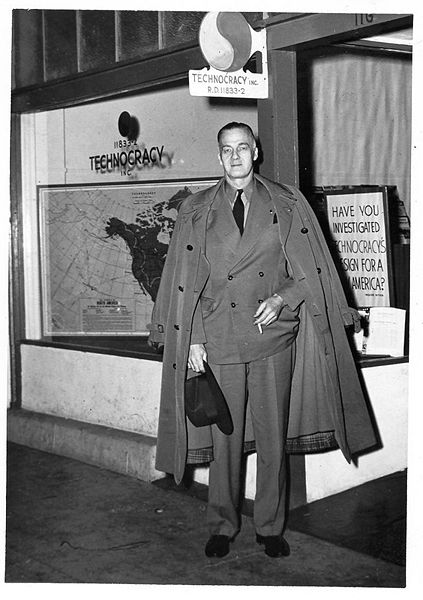
Howard Scott im Jahr 1931

Howard Scott (* 1. April 1890; † 1. Januar 1970) war ein politisch-ökonomisch engagierter Ingenieur, der wesentlich zur Technokratischen Bewegung und namentlich zu der Gründung der Technical Alliance, dem Committee on Technocracy und der Technocracy Incorporated beigetragen hat.

## Leben und Wirken
Scott wurde in Virginia geboren und war irisch-schottischer Abstammung. Er behauptete, eine Ausbildung in Europa absolviert zu haben, besaß jedoch keine formalen Abschlüsse. 1918 tauchte er in New York auf. Er arbeitete auf verschiedenen Baustellen, wo er sich praktische Erfahrungen aneignete. Anschließend ließ er sich in Greenwich Village als „Bohème-Ingenieur“ nieder. Er gründete eine kleine Firma, die Duron Chemical Company, die in Pompton Lakes, New Jersey, Farbe und Bohnerwachs produzierte. Scott lieferte seine Erzeugnisse selbst aus und zeigte den Kunden, wie sie den Fußboden bearbeiten sollten.
Gegen Ende des Ersten Weltkrieges war Howard Scott beim Aufbau der Technical Alliance beteiligt, die ökonomische und soziale Entwicklungen in Nordamerika erforschte; sie löste sich 1921 auf. 1920 berief ihn die Organisation „Industrial Workers of the World“ zu ihrem ersten und einzigen Direktor für Forschung. Zusammen mit Walter Rautenstrauch formierte er 1932 das Committee on Technocracy, das eine vernünftigere und produktivere Gesellschaft, geführt von technischen Experten, anstrebte. Das Komitee löste sich schon nach wenigen Monaten, im Januar 1933, wieder auf, weil man herausfand, dass Scott keine akademische Ausbildung als Ingenieur absolviert hatte. Am 13. Januar 1933 hielt Scott vor 400 Zuhörern eine Rede über Technokratie im New Yorker Hotel Pierre, die auch im Radio übertragen wurde. Sie wurde von den Medien völlig verrissen. Im gleichen Jahr gründete Scott Technocracy Incorporated, eine Organisation, die er bis zu seinem Tod leitete. An ihr war unter anderem Joshua N. Haldeman, Vater Maye Musks, beteiligt.

## Rezeption in Deutschland
Scotts Ideen wirkten über Amerika hinaus auch nach Deutschland, wo der bedeutende Technikhistoriker Richard Woldt seine Theorien vertrat – u. a. die Forderung nach einem vierstündigen Arbeitstag und einer 20-jährigen Lebensarbeitszeit, um Arbeitslosigkeit zu vermeiden.

## Einzelnachweis
1. ↑  Joshua Benton: Elon Musk’s Anti-Semitic, Apartheid-Loving Grandfather. In: The Atlantic. 21. September 2023, abgerufen am 8. April 2025 (englisch).

| Personendaten    | Personendaten                            |
| ---------------- | ---------------------------------------- |
| NAME             | Scott, Howard                            |
| KURZBESCHREIBUNG | US-amerikanischer Ingenieur und Aktivist |
| GEBURTSDATUM     | 1. April 1890                            |
| STERBEDATUM      | 1. Januar 1970                           |